# Oszkár Gerde
Oszkár Gerde, född 8 juli 1883 i Budapest, Österrike-Ungern, 
död 8 oktober 1944 i Mauthausen, Österrike, var en ungersk fäktare.
Gerde blev olympisk guldmedaljör i sabel vid sommarspelen 1908 i London.